# Elaeocarpus dognyensis
Elaeocarpus dognyensis är en tvåhjärtbladig växtart som beskrevs av André Guillaumin. Elaeocarpus dognyensis ingår i släktet Elaeocarpus och familjen Elaeocarpaceae. Inga underarter finns listade i Catalogue of Life.